# فیروزآباد (دزفول)
فیروزآباد روستایی از توابع بخش سردشت شهرستان دزفول در استان خوزستان ایران است.

## جمعیت
این روستا در دهستان ماهوربرنجی قرار دارد و بر اساس سرشماری مرکز آمار ایران در سال ۱۳۸۵، جمعیت آن ۳۷۱ نفر (۸۵ خانوار) بوده‌است.